# Processus clinoideus medius

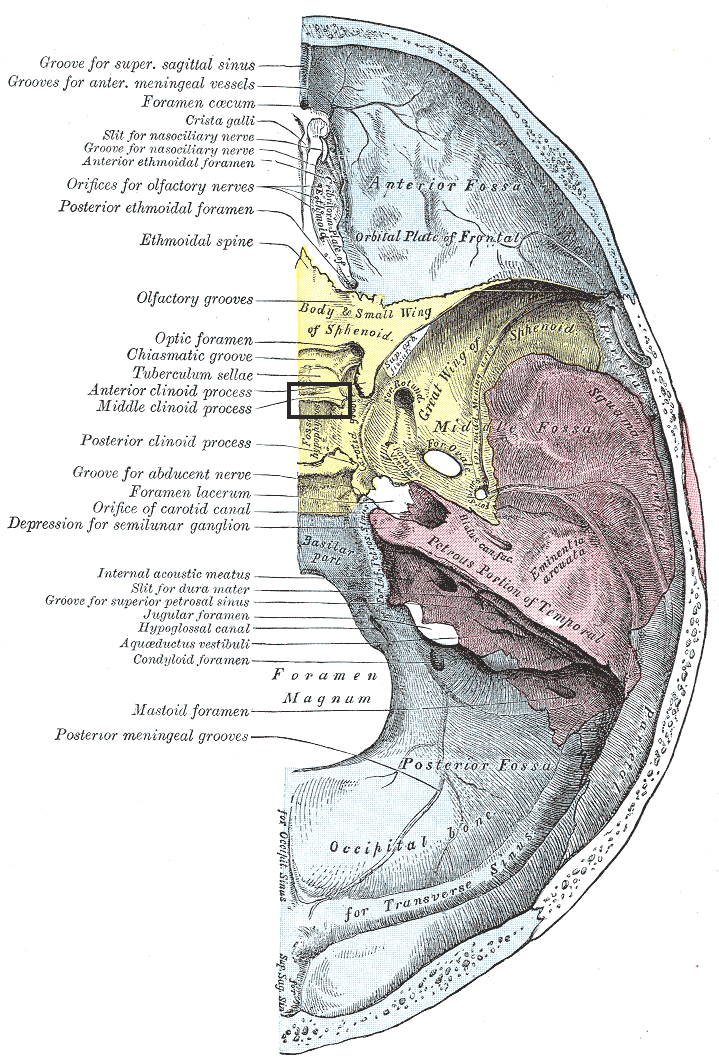
A koponya alsó része felülről (a fekete téglalap jelöli az apró nyúlványt)

A processus clinoideus medius egy nyúlvány a koponya (cranium) töröknyereg (sella turcica) nevű részének az elülső határánál, pontosabban ezek alkotják az elülső határt, mert kettő van belőlük.